# Das tote Land (Roman)
Das tote Land ist ein Roman Wolfgang Hohlbeins aus dem Jahr 1984 und stellt den dritten Band der von Hohlbein und seinem Freund Dieter Winkler geschaffenen Fantasy-Reihe Enwor dar. Es handelt sich um den zweiten von drei Teilen, die als Stein der Macht einen eigenen Zyklus innerhalb der Reihe bilden.

## Handlung
Nachdem ihnen Vela den Stein der Macht abgenommen hat, befinden sich Skar, Gowenna und die beiden Sumpfmänner El-tra nahe der brennenden Stadt Combat. Da ihnen der Zwerg Tantor, einer der Handlanger Velas, heimlich einige Sachen zurückgelassen hat, sind sie in der Lage, zu überleben. Skar leidet noch an den Nachwirkungen der Drogen, die man ihm verabreicht hat. Da Gowenna schwer verletzt ist, erscheint ihnen der Gang über das Gebirge nicht ratsam. Stattdessen beschließen sie, den Weg zurück nach Süden über die Ebene von Tuan, einer großen Ödnis, wo der Boden damals durch die starke Hitze zu Glas verwandelt wurde. Auf ihrem Weg kommt Skar jedoch dahinter, dass Gowenna in Wirklichkeit wieder gesund ist, ihre Schwäche jedoch vorgab, damit sie durch die Ebene von Tuan ziehen. Sie gesteht ein, ihn getäuscht zu haben, und gibt als Grund dafür an, dass sich auch Vela und Skars Gefährte Del dort befinden. Die große Ödnis ist für Vela der geeignete Ort, ihren Staubdrachen und die von ihr aufgestellte Privatarmee zu verbergen. Da sie für tot gehalten werden, ahnt Vela bisher nicht, dass sie verfolgt wird.
Auf dem Weg durch die Ebene von Tuan zeigt El-tra Skar in einer der unzähligen Ruinen, die einst zu einer großen Stadt gehört hatten, einen Abstieg in etwas, was früher Kellerräume gewesen sein müssen. Dort stoßen sie auf eine im Stein befindliche, gut zwei Meter hohe Kreatur, welche in einer seltsamen, gewachsen erscheinende Rüstung mit langen Dornen gekleidet ist. Skar dämmert, dass sich unter den verglasten Trümmern eine Welt befindet, die bereits bestand, bevor die ersten Menschen sich hier niedergelassen haben. Als sie später weiterziehen, finden sie einen von Velas Kriegern tot am Boden liegend, dessen Rüstung aus dem gleichen Material wie die merkwürdige Kreatur ist. Vela hat ihre Kriegern offenbar mit den Rüstungen der fremden Wesen im Untergrund ausgestattet.
Sie erreichen die Hellgor, eine riesige Schlucht, welche sich quer durch die Ebene von Tuan zieht. Dort befindet sich in einem alten Turm ein Wachtposten, wo Vela einige Krieger zurückgelassen hat, um eine Brücke aus Stahl, den einzigen Überweg über die Hellgor, zu sichern. Durch eine List gelingt es Skar und seinen Begleitern, die Wachen zu erledigen und den Turm einzunehmen. Er will dort erst einmal verweilen und ausruhen, die Sumpfmänner drängen jedoch zum raschen Aufbruch, da der Ort nicht gut sei und die zurückgelassenen Wachen krank sind, merkwürdige Entstellungen auf ihrer Haut besitzen.
Sie überqueren die Brücke, müssen auf der anderen Seite jedoch feststellen, dass Velas Krieger, angeführt von Tantor, dort auf sie gewartet haben. Sie beschließen daher, wieder zurück auf die andere Seite zu fliehen. Dort erwachen aber plötzlich zwei der steinernen Figuren wie jene, die Skar und El-tra im Untergrund gesehen haben, zum Leben und überwältigen sie. Skar und seine Begleiter werden als Gefangene zu Vela gebracht, die ihr Lager in der toten Stadt, die in einen Krater gebaut wurde. Dort trifft Skar auch Del wieder, der Vela dient, allerdings freiwillig, da er sich in sie verliebt hat. Vela zeigt Skar eine große Höhle unter der toten Stadt, bei der Skar erkennt, dass es sich um die gleiche Art handelt, auf die er damals mit Del unter der Nonakesh-Wüste gestoßen ist, was bedeutet, dass die Erbauer der Stadt Urcôun auch Tuan erbaut haben. Er erfährt auch, dass Vela ihn braucht, um die Macht des Steins nutzen zu können, genauer gesagt ist sie an Skars „dunklem Bruder“ interessiert. Die unter der Oberfläche von Tuan begrabene Welt lebt noch und alleine Skars Anwesenheit reicht dazu, diese wieder zu erwecken, wie die beiden steinernen Wächter gezeigt haben.
Tantor, der Skar gegenüber eingestanden hat, dass ihm Vela und ihr rücksichtsloses Streben nach Macht große Angst bereiten, schlägt vor, dass sie während der Weiterreise nach Süden einen Fluchtversuch unternehmen und versuchen, zu den Sümpfen von Cosh zu gelangen, wo sie sicher sind. Da Vela allerdings von der Verschwörung weiß, will Tantor den Versuch an einer Stelle des Weges unternehmen, mit dem niemand rechnen würde. Als sie sich nahe einem Wald aus Glas, dem Kristallwald, befinden, findet der Ausbruch statt. Skar schlägt Del nieder und nimmt diesen auf seinem Pferd mit. Als Tantors Pferd bockt und ihn schließlich abwirft, krallt er sich an Skars Steigbügel fest, wird von diesem jedoch abgeworfen und zurückgelassen. Skar bahnt sich mit dem bewusstlosen Del, Gowenna und El-tra den Weg durch den Kristallwald, dabei setzt Vela die Macht des Steins ein, indem sie Glasspinnen auf sie jetzt, die sie beinahe in ihre Netzen einweben.
In Cosh angekommen wird Skar von den Sumpfleuten eröffnet, dass man für Del nichts tun könne. Die einzige Möglichkeit bestehe darin, da seine Matrix unbeschädigt und stark ist, ihn neu zu erwecken, sodass er sich nicht mehr daran erinnern kann, Vela jemals begegnet zu sein. Dafür müsste er jedoch zuerst sterben, was Skar ablehnt. Als Del wieder zu sich kommt, entscheidet Skar sich schließlich dazu, seinen früheren Freund zurück zu Vela gehen zu lassen. Eine Eskorte der Sumpfleute soll ihn zu den Grenzen Coshs begleiten, auf dem Weg dorthin werden diese jedoch von Del ermordet. Vela entscheidet sich nach dessen Rückkehr dazu, in die Sümpfe vorzudringen. Späher berichten schließlich jedoch, dass Vela ihren Plan, die Sumpfleute anzugreifen, geändert hat, und nun offenbar schnellstmöglich versucht, das Gebiet zu durchqueren und zum Besh zu gelangen.
Skar und seine Gefährten beschließen, auf einem anderen Weg die Sümpfe zu verlassen und besetzen die Ruine eines alten Kastells, da sie wissen, dass Vela mit ihrem Heer auf jeden Fall dort vorbei muss, wenn sie weiter in Richtung Elay wollen. Als jedoch nichts geschieht, machen sie sich auf die Suche und finden Velas Heer vernichtet vor, irgendetwas hat dieses überfallen und die einzelnen Krieger auseinandergerissen, auch der mächtige Staubdrache ist tot. Bei dem Verursacher handelt sich um den großen schwarzen Steinwolf, den Wächter Combats, den Skar kurz am Ufer des Besh stehen sieht. Unter den vielen Toten findet sich auch Del. Vela selbst findet sich nicht unter den Toten, Skar vermutet, dass sie bereits auf dem Weg nach Elay ist und beschließt, ebenfalls dorthin aufzubrechen und Rache zu nehmen.

## Illustration
Wie in den beiden Vorgängern Der wandernde Wald und Die brennende Stadt findet sich dem Roman eine Karte mit den Schauplätzen beigefügt. Sie zeigt die Ebene von Tuan, die von der Stadt Combat im Norden bis zur Grenze von Besh-Ikne im Süden reicht. Die Karte fußt, wie vermerkt ist, auf einer von Wolfgang Hohlbein selbst erstellten Skizze.

## Ausgaben
- Wolfgang Hohlbein: Enwor 3 – Das tote Land (= Weltbild Sammler-Editionen), Augsburg o. J.